# 黒羽夏奈子
黒羽 夏奈子（くろは かなこ、1978年6月22日 - ）は、元グラビアアイドル。元オフィスパレット所属。

## 来歴・人物
- 1997年デビュー。短大の幼児教育科に入学する直前にスカウトされた。雑誌「Baby Kids」（英知出版）編集部を訪れた際、セーターの上からでも隠しようのないGカップ巨乳に、直ぐに翌日撮影が決まったという逸話がある。[2]
- 特技：バスケットボール、バレーボール、一輪車
- 資格：保母、幼稚園教諭免許
- 将来の夢：アクション映画に出ること。
- 1999年、第1回V☆パラガールグランプリ。
- 2000年、サントリーマグナムドライキャンペーンガール。
- 2001年、太陽石油キャンペーンガール。
- 2002年、ラスト写真集とDVDで水着を封印。その後は活動がないまま、2003年夏、結婚して引退[3]。

## 出演

### バラエティ
- 雛かっぱ〜（テレビ朝日、1997年）
- グラビアの美少女（MONDO21、1998年）
- SMAP×SMAP（関西テレビ、2000年、2001年）
- Shimura-X天国（フジテレビ、2000年）
- いまどき娘とハッスルオヤジ（テレビ東京、2000年）
- 超V.I.P（フジテレビ、2001年）
- イチオシ（テレビ東京、2001年）
- うぇ～ぶ!（テレビ東京、2001年）
- CX NUDE DV（フジテレビ、2001年）
- 初笑い東西寄席（NHK、2002年）

### ドラマ
- 土曜ワイド劇場「遺言執行人　大富豪から突然の指名？総額22億！遺産を巡る死闘！嫁、異母兄妹、愛人の娘…相続人が次々と殺されてゆく！」（テレビ朝日、2003年）

### CM
- KDDI au by KDDI 携帯（2002年）

### 写真集
- rhythm（1998年7月、ぶんか社、撮影：西田幸樹）ISBN 978-4821122318
- EG―黒羽夏奈子・朝倉ちあき写真集(旬 Shun)（1998年5月、コンパス、撮影：山岸伸）ISBN 978-4877630058-朝倉ちあきとのダブルショット。
- MOON（2000年6月、テイアイエス、撮影：上野勇）ISBN 978-4886182388
- 境界線（2001年6月20日、祥伝社、撮影：上牧佑）ISBN 978-4396420314
- 此処ニイルヨ。（2002年6月、彩文館出版、撮影：上野勇）ISBN 978-4916115881

### DVD
- feel 黒羽夏奈子（2000年）
- FACE2 黒羽夏奈子（2000年）
- フジテレビ 超V・I・P PRESENTS THE COMPLETE 黒羽夏奈子（2001年）
- 「夏奈子」 黒羽夏奈子（2002年）

### ビデオ
- 黒羽夏奈子 [debutante]（1998年）
- 黒羽夏奈子 feel（2000年）
- 黒羽夏奈子 夏奈子（2002年）

### 雑誌
- Baby Kids Vol.1（1998年）

#### オムニバス系
- フレッシュタレント名鑑 2001（2001年）

### ゲーム
- 情報捜査官e－POLICE　泉都萌役